# 케빈 내시
케빈 내시(Kevin Nash, 본명은 케빈 스콧 내시(Kevin Scott Nash, 1959년 7월 9일 ~ )는 미국 미시건 디트로이트의 남자 프로레슬링선수이자 배우이다. 예비역 미국 육군 중사 출신인 그의 신장은 211cm이고 체중은 139kg이다.

## 활동
과거 90년대 WWF에서 디젤이라는 기믹으로 숀 마이클스와 태그팀으로 같이 활동을 하였었는데 무릎부상 때문에 은퇴하기 전까지 농구선수로 뛰었다. 숀 마이클스와 함께 2번 WWF 월드 태그팀 챔피언십에 올랐으며 1994년에는 WWF 챔피언에 등극하였다. 그 이후 1996년 당시 WWF의 라이벌 단체인 WCW로 건너가게된다. WCW로 가기전 WWF의 링에서 트리플 H와 포옹을 하게 되는데 그 장면은 많은 논란을 가져왔으며 트리플 H에게 징계가 내려지게 되었다. WCW에서는 nWo라는 악역 스테이블을 형성하여 활동하였다.그는 WCW에서 5번 WCW 월드 헤비웨이트 챔피언십에 등극하였다. 그리고 2002년 그는 다시 WWE로 돌아와서 WWE에서도 nWo를 형성하여 활동을 하였지만 큰 인기를 얻지 못하여 금방 해체되었다. 2003년 트리플 에이치와 대립을 하기도 하였고 크리스 제리코와의 헤어 매치에서 패배하면서 장발인 머리를 스포츠머리로 삭발당하기도 하였다. 이후 WWE에서 방출되어 꽤 오랜기간 TNA에서 활동을 하였으며 2011년 로얄 럼블을 통해서 다시 WWE로 복귀를 하였다. WWE 복귀 후 다시 프로레슬러로 활동하였고 트리플 에이치와 대립을 하였다. 2011년 12월 WWE TLC (2011)에서 트리플 에이치와 슬랫지 해머 래더 매치를 하였고 패하였다. 이 경기 이후 부상으로 현재는 나오지 않고 있다가, 로얄럼블 2012에서 복귀를 할 것이라는 루머도 있었지만 그의 복귀는 이루어지지 않았다. 한동안 신일본 프로레슬링이나 인디단체에서 활동하였지만 로얄럼블 2014에서 재등장을 했다. 주로 피니쉬는 잭나이프 파워밤/잭나이프(쉬어 드랍 릴리즈 파워밤), 라이트 핸디드 넉아웃 훅, 스네이크 아이즈, 에메랄드 시티 사이드 슬램(사이드워크 슬램), 에메랄드 시티 트위스터(스피닝 크루시픽스 토스)를 사용을 한다. 그의 잭나이프 파워밤은 깔끔하게 시전되기로 유명한데, 노쇠한 몸을 이끌고도 2M 넘는 키 위로 상대를 들어 올려 호쾌하게 메다 꽂는 그의 잭나이프 파워밤은 잭나이프의 정석으로 불릴 만 하다.

## 타이틀 경력
- WWE 챔피언 1회
- WWE 인터콘티넨탈 챔피언 1회
- WWE 월드 태그팀 챔피언 (구 버전) 2회 - 숀 마이클스 (2회)
- 3대 WWE 트리플 크라운
- 2015년 WWE 명예의 전당 헌액자
- WCW 월드 헤비웨이트 챔피언 5회
- WCW 태그팀 챔피언 9회 - 스캇 홀 (6회), 스팅 (1회), 다이아몬드 달라스 페이지 (2회)
- 1998년 WCW 월드 워 3 우승
- TNA 킹 오브 더 마운틴 챔피언 2회
- TNA 월드 태그팀 챔피언 1회 - 스캇 홀 & 에릭 영 (1회)
- 코비 프로 월드 헤비웨이트 챔피언 1회
- 빅 타임 레슬링 헤비웨이트 챔피언 1회

## 출연 작품
- 칙 파이트 - 에드 역